# کربن نوع اول
| کربن اولیه                                                   |
| ------------------------------------------------------------ |
|                                                              |
| فرمول ساختاری پروپان (کربن‌های اولیه به رنگ قرمز مشخص شده‌اند) |

کربن نوع اول یا اولیه اتم کربنی است که فقط به یک اتم کربن دیگر متصل است. بنابراین در انتهای یک زنجیره کربنی قرار دارد. در مورد یک آلکان، سه اتم هیدروژن به کربن اولیه متصل می‌شوند (پروپان را در شکل سمت چپ ببینید). همچنین هر یک از اتم‌های هیدروژن می‌توانند با یک گروه هیدروکسی جایگزین شوند که مولکول را به الکل نوع اول تبدیل می‌کند.
|                                | کربن نوع اول  | کربن نوع دوم  | کربن نوع سوم  | کربن نوع چهارم |
| ساختار عمومی (R = استخلاف آلی) | frameless=1.0 | frameless=1.0 | frameless=1.0 | frameless=1.0  |
| بخشی از فرمول ساختاری          | frameless=1.0 | frameless=1.0 | frameless=1.0 | frameless=1.0  |